# Мурудешвара
Му̀рдешва́р также Му̀рудешва́ра или Му̀рдешва́ра — город в Индии (штат Карнатака) на побережье Аравийского моря. Широко известен благодаря своим двум основным достопримечательностям: статуей Шивы и башней гопурам.
У входа в храм Шивы стоят 2 бетонных слона в натуральную величину. Считается, что храм был построен в 1542 г. В 2008 г. храм был реконструирован. Статуя индуистского бога Шивы — вторая по высоте в мире (самая высокая статуя Шивы находится в Непале и известна как Kailashnath Mahadev Statue). Её высота — 37 метров и она является главной достопримечательностью Мурдешвара. Шива сидит в позе лотоса и обращён спиной к морю, согласно традиции изображён с четырьмя руками. Строительство статуи заняло около двух лет и закончилось в 2002 году.

## Галерея

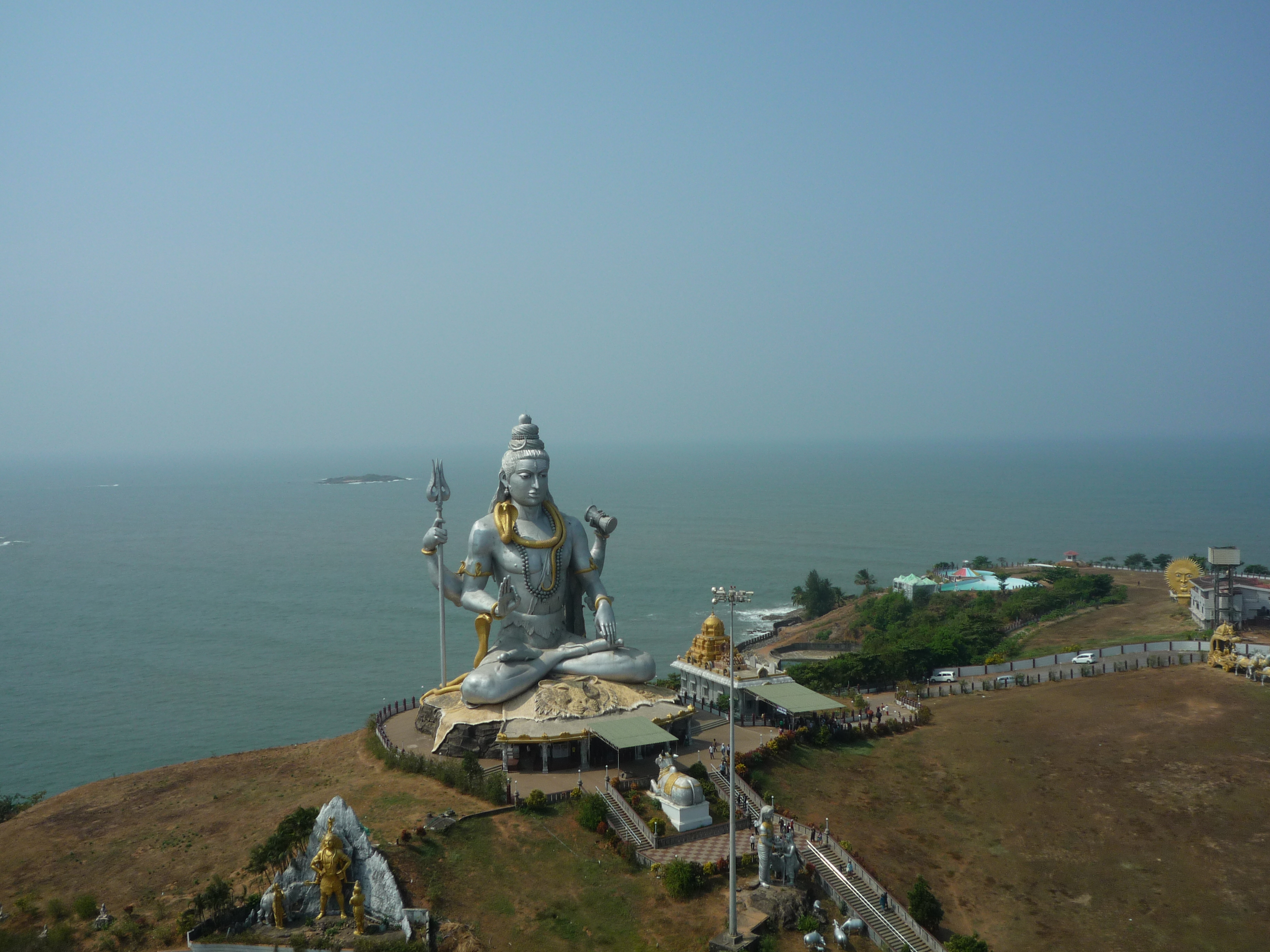
Храмовый комплекс
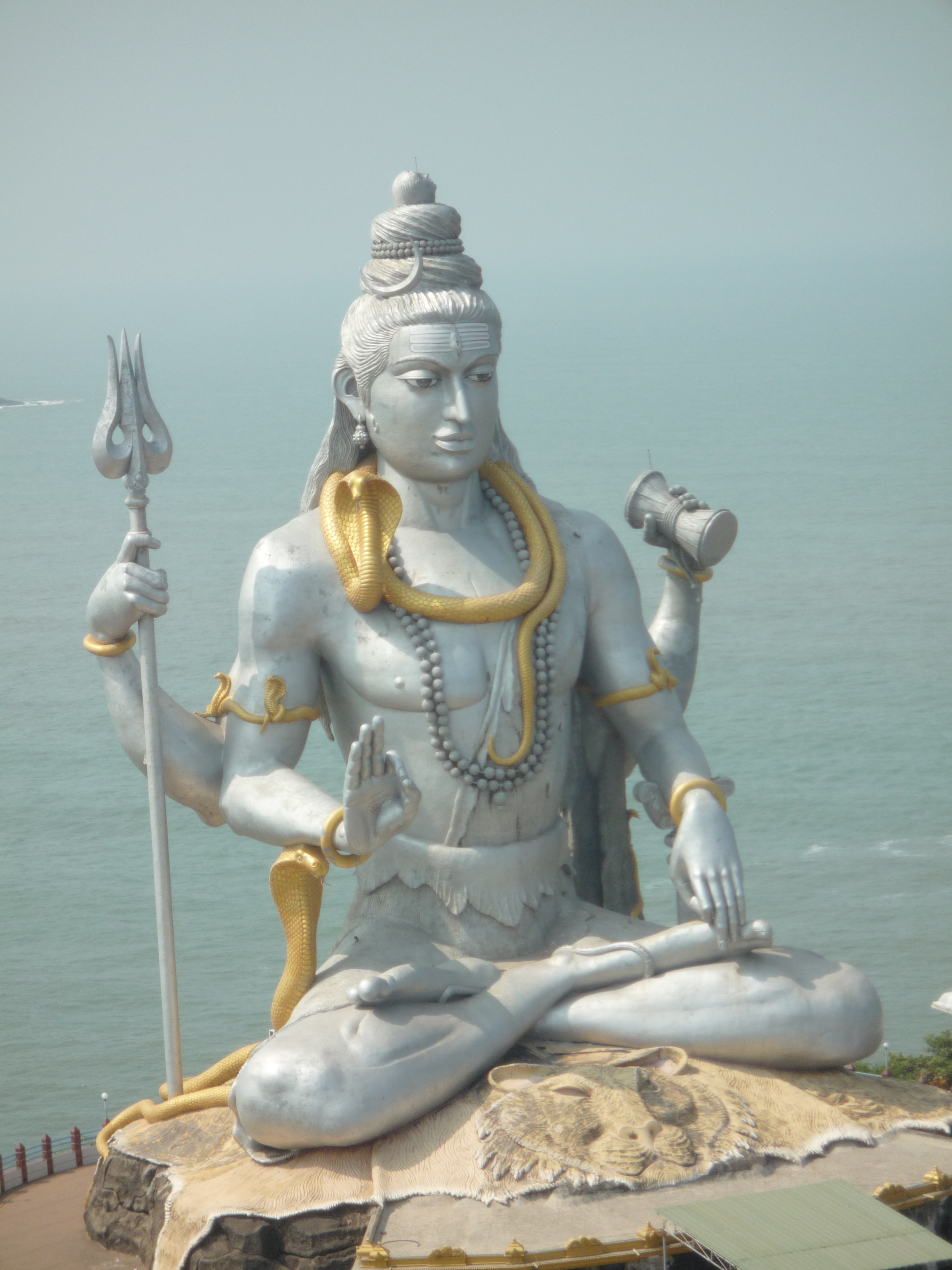
Статуя Шивы в приближении
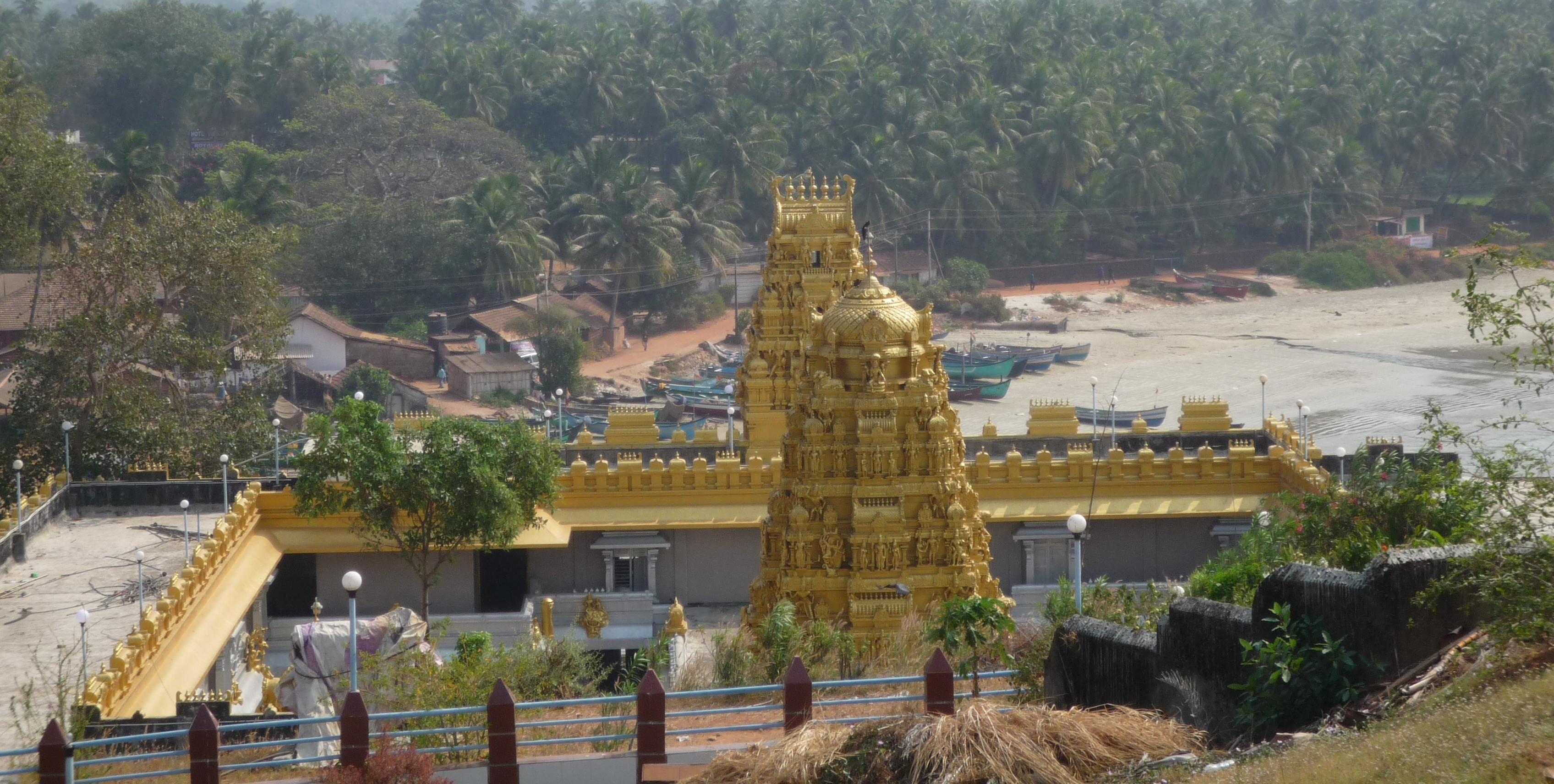
Храм
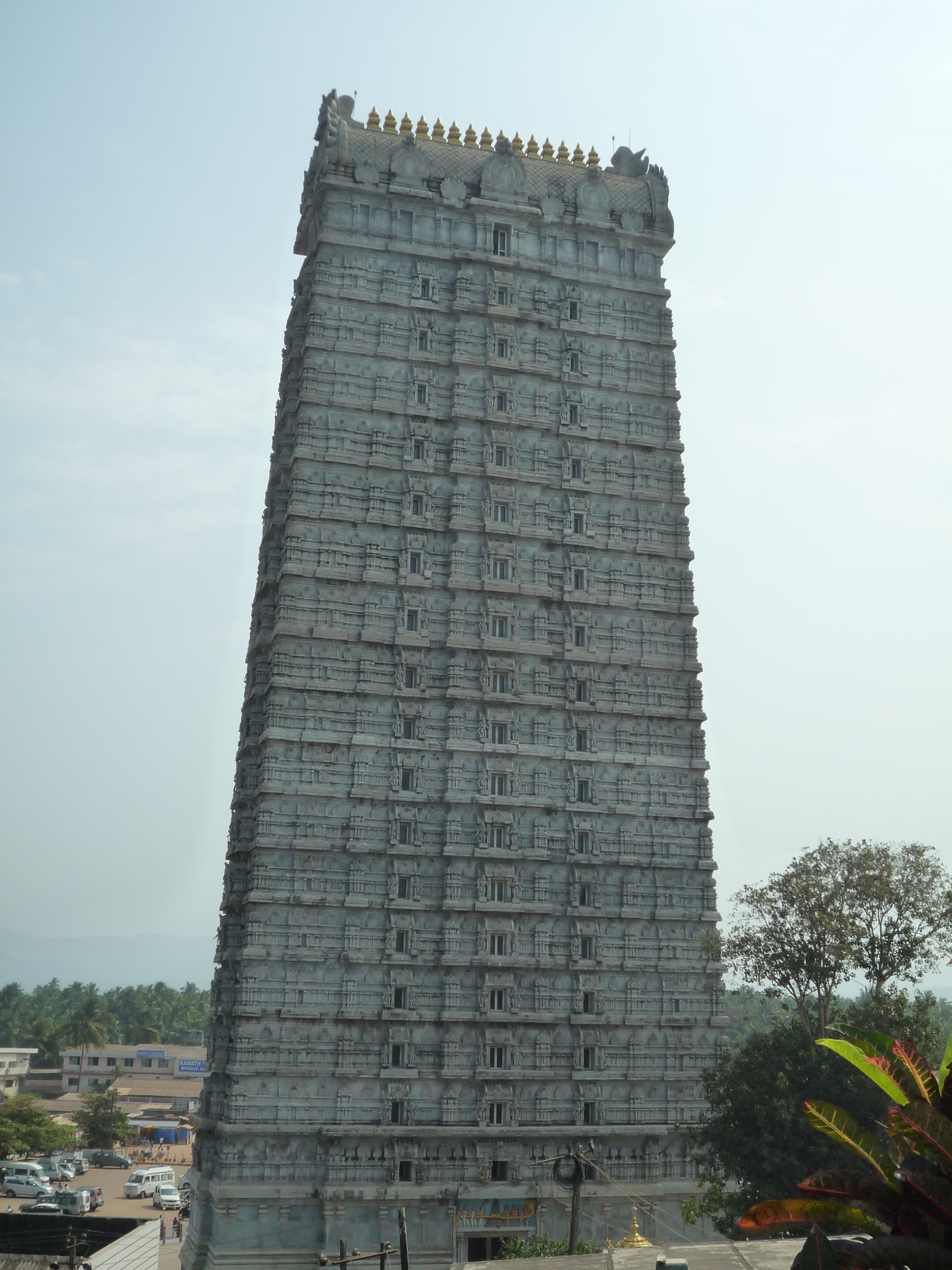
Храмовая башня «гопура»
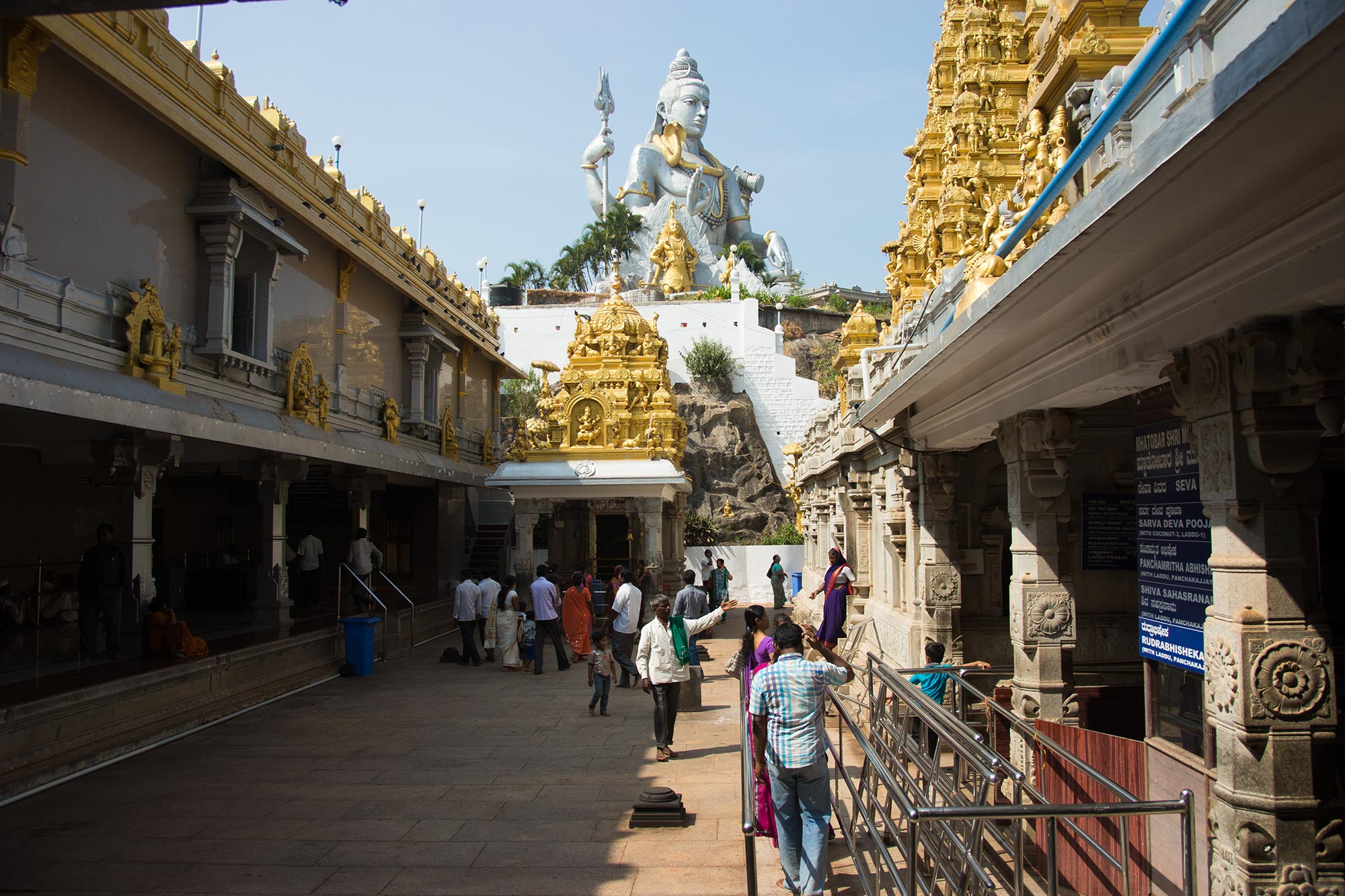
Внутреннее помещение храма Шивы
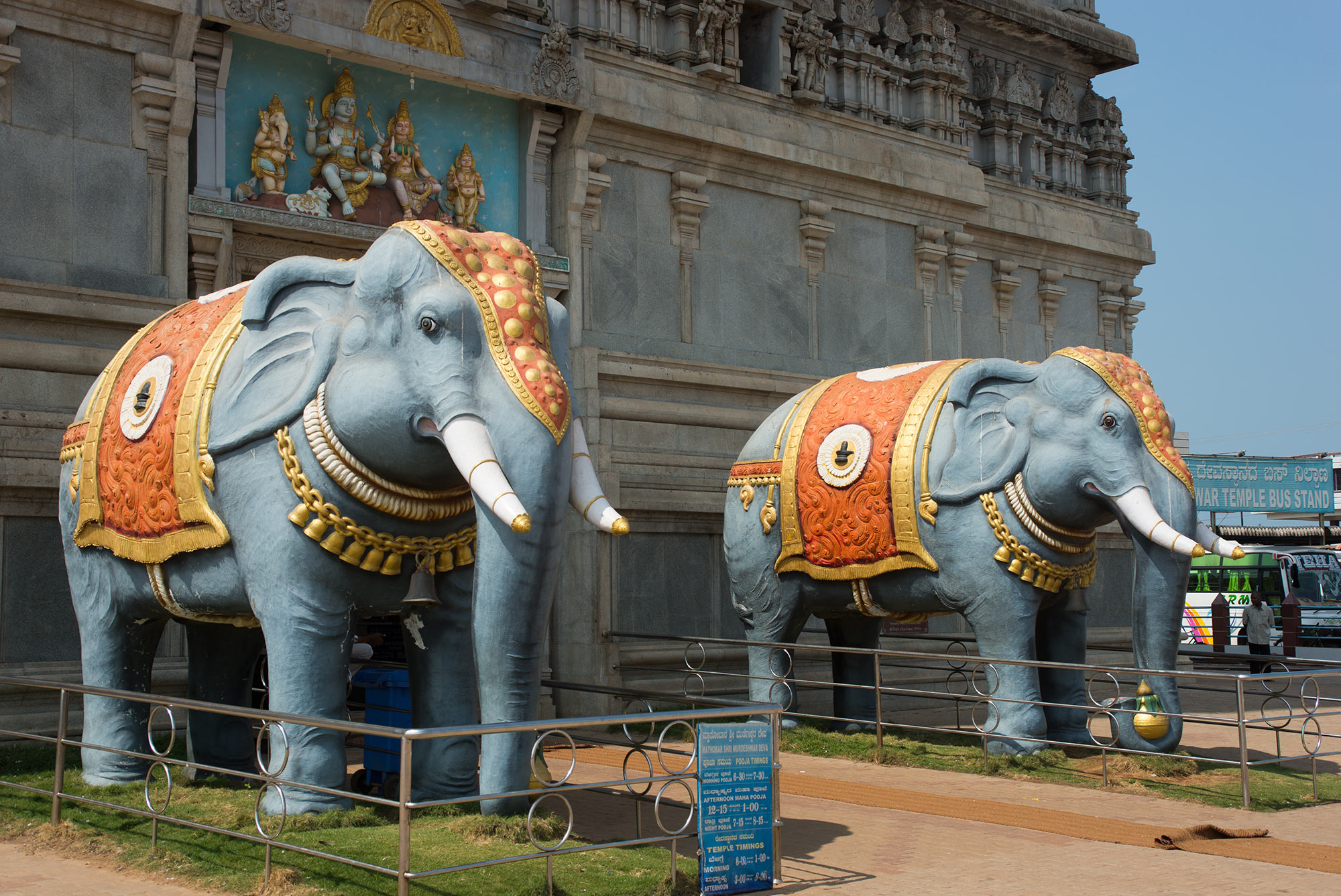
Слоны у надвратной башни